# Маркелия, Людмила Владимировна
Людмила Владимировна Маркелия (27 января 1935 года, Очамчира, Абхазская АССР — 11 ноября 2002, Севастополь, Украина) — советская и украинская актриса театра и кино.

## Биография
Людмила Маркелия родилась в Очамчире (Абхазская ССР) 27 января 1935 года. После окончания семилетки училась в 1949—1952 годах в Херсонском финансовом техникуме. Однако, после техникума не стала работать по специальности, а поступила на актёрский факультет ВГИКа (мастерская Ю. Райзмана). Ещё учась на 3-м курсе дебютировала в фильме «Гость с Кубани», а на 4-м сыграла роль Маруси в «Солдатах» Александра Иванова.
Окончила ВГИК в 1957 году и вошла в труппу Московского театра имени Ермоловой, где играла до 1967 года. Затем окончила режиссёрское отделение курсов по подготовке творческих работников Центрального телевидения и с октября 1969 года по ноябрь 1971 года работала режиссёром главной редакции научно-популярных и учебных программ Центрального телевидения. В 1973—1974 годах была режиссёром учебной теле-киностудии при факультете журналистики МГУ, а в 1974—1977 годы — ассистентом режиссёра киностудии «Мосфильм».
В середине 1980-х уехала из Москвы в Севастополь. Умерла 11 ноября 2002 года на 68 году жизни от рака. Похоронена в Инкермане (Крым).

### Семья
Отец Владимир Васильевич Маркелия, рабочий, погиб под Севастополем в январе 1942 года. Мать Валентина Алексеевна Попкова, рабочая.
Брат Руслан, сестра — Алла.

## Творчество

### Работы в театре
- «Любовь навсегда» — Танечка
- «Преступление и наказание» — Поля
- «С новым счастьем» — Егорка
- «Клуб знаменитых капитанов» — Гекльберри Финн

### Фильмография
- 1955 — Гость с Кубани —  эпизод
- 1956 — Солдаты — Маруся
- 1960 — Осторожно, бабушка! — Шурок
- 1961 — Длинный день — Люся
- 1979 — Взрослый сын — зловредная пассажирка
- 1982 — Открытое сердце — жена дяди Коли
- 1983 — Гори, гори ясно — станочница
- 2004 — Евлампия Романова. Следствие ведёт дилетант 2 (Фильм шестой. «Созвездие жадных псов») —  эпизод
- 2005 — Херувим —  эпизод